# Danh sách cầu thủ tham dự Cúp bóng đá châu Phi 2013
Cúp bóng đá châu Phi 2013 là một giải thi đấu bóng đá quốc tế tổ chức ở Nam Phi từ 19 tháng 1 đến 10 tháng 2 năm 2013.
Liên đoàn bóng đá châu Phi xác nhận rằng ngày 9 tháng 1 là hạn cuối công bố đội hình chính thức cho giải đấu. Tất cả các đội hình 23 người phải được gửi về trụ sở Cairo trước nửa đêm theo giờ GMT ngày 9 tháng 1. Nếu không làm được thì đội bóng phải chịu phạt và đội đó chỉ được mang đội hình 22 người thi đấu vòng chung kết.
Cùng với các đội hình 23 người, các quốc gia được đề cử 17 trọng tài.

## Bảng A

### Nam Phi
Huấn luyện viên: Gordon Igesund
| Số | VT | Cầu thủ                | Ngày sinh (tuổi)            | Trận | Bàn | Câu lạc bộ          |
| -- | -- | ---------------------- | --------------------------- | ---- | --- | ------------------- |
| 1  | TM | Wayne Sandilands       | 23 tháng 8, 1983 (29 tuổi)  | 2    | 0   | Mamelodi Sundowns   |
| 2  | HV | Siboniso Gaxa          | 6 tháng 4, 1984 (28 tuổi)   | 54   | 0   | Kaizer Chiefs       |
| 3  | HV | Tsepo Masilela         | 5 tháng 5, 1985 (27 tuổi)   | 45   | 0   | Kaizer Chiefs       |
| 4  | HV | Thabo Nthethe          | 3 tháng 10, 1984 (28 tuổi)  | 7    | 0   | Bloemfontein Celtic |
| 5  | HV | Anele Ngcongca         | 20 tháng 10, 1987 (25 tuổi) | 22   | 0   | Racing Genk         |
| 6  | TV | Lerato Chabangu        | 15 tháng 8, 1985 (27 tuổi)  | 19   | 2   | Moroka Swallows     |
| 7  | TĐ | Lehlohonolo Majoro     | 19 tháng 8, 1986 (26 tuổi)  | 6    | 1   | Kaizer Chiefs       |
| 8  | TV | Siphiwe Tshabalala     | 25 tháng 9, 1984 (28 tuổi)  | 72   | 10  | Kaizer Chiefs       |
| 9  | TĐ | Katlego Mphela         | 29 tháng 11, 1984 (28 tuổi) | 50   | 23  | Mamelodi Sundowns   |
| 10 | TV | Thulani Serero         | 11 tháng 4, 1990 (22 tuổi)  | 9    | 0   | Ajax                |
| 11 | HV | Thabo Matlaba          | 13 tháng 12, 1987 (25 tuổi) | 4    | 0   | Orlando Pirates     |
| 12 | TV | Reneilwe Letsholonyane | 9 tháng 6, 1982 (30 tuổi)   | 34   | 1   | Kaizer Chiefs       |
| 13 | TV | Kagisho Dikgacoi       | 24 tháng 11, 1984 (28 tuổi) | 49   | 2   | Crystal Palace      |
| 14 | HV | Bongani Khumalo (c)    | 6 tháng 1, 1987 (26 tuổi)   | 34   | 1   | PAOK                |
| 15 | TV | Dean Furman            | 22 tháng 6, 1988 (24 tuổi)  | 6    | 0   | Oldham Athletic     |
| 16 | TM | Itumeleng Khune        | 20 tháng 6, 1987 (25 tuổi)  | 50   | 0   | Kaizer Chiefs       |
| 17 | TĐ | Bernard Parker         | 16 tháng 3, 1986 (26 tuổi)  | 49   | 12  | Kaizer Chiefs       |
| 18 | TV | Thuso Phala            | 27 tháng 5, 1986 (26 tuổi)  | 4    | 0   | Platinum Stars      |
| 19 | TV | May Mahlangu           | 1 tháng 5, 1989 (23 tuổi)   | 7    | 1   | Helsingborgs IF     |
| 20 | TV | Oupa Manyisa           | 30 tháng 7, 1988 (24 tuổi)  | 7    | 0   | Orlando Pirates     |
| 21 | HV | Siyabonga Sangweni     | 29 tháng 9, 1981 (31 tuổi)  | 25   | 2   | Orlando Pirates     |
| 22 | TM | Senzo Meyiwa           | 24 tháng 9, 1987 (25 tuổi)  | 0    | 0   | Orlando Pirates     |
| 23 | TĐ | Tokelo Rantie          | 8 tháng 9, 1990 (22 tuổi)   | 7    | 2   | Malmö FF            |

### Cabo Verde
Huấn luyện viên: Lúcio Antunes
| Số | VT | Cầu thủ         | Ngày sinh (tuổi)            | Trận | Bàn | Câu lạc bộ           |
| -- | -- | --------------- | --------------------------- | ---- | --- | -------------------- |
| 1  | TM | Vozinha         | 3 tháng 6, 1986 (26 tuổi)   | 3    | 0   | Progresso            |
| 2  | TV | Sténio          | 6 tháng 5, 1988 (24 tuổi)   | 3    | 0   | Feirense             |
| 3  | HV | Fernando Varela | 26 tháng 11, 1987 (25 tuổi) | 19   | 2   | Vaslui               |
| 4  | HV | Guy Ramos       | 16 tháng 8, 1985 (27 tuổi)  | 11   | 0   | RKC Waalwijk         |
| 5  | TV | Babanco         | 27 tháng 7, 1985 (27 tuổi)  | 24   | 2   | Olhanense            |
| 6  | HV | Nando (c)       | 9 tháng 6, 1978 (34 tuổi)   | 38   | 0   | Châteauroux          |
| 7  | TĐ | Platini         | 16 tháng 4, 1986 (26 tuổi)  | 1    | 0   | Santa Clara          |
| 8  | TV | Toni Varela     | 13 tháng 6, 1986 (26 tuổi)  | 13   | 0   | Sparta Rotterdam     |
| 9  | TĐ | Rambé           | 4 tháng 10, 1989 (23 tuổi)  | 1    | 0   | Belenenses           |
| 10 | TĐ | Héldon Ramos    | 14 tháng 11, 1988 (24 tuổi) | 16   | 4   | Marítimo             |
| 11 | TĐ | Júlio Tavares   | 19 tháng 11, 1988 (24 tuổi) | 1    | 0   | Dijon                |
| 12 | TM | Fock            | 25 tháng 7, 1982 (30 tuổi)  | 10   | 0   | Batuque              |
| 13 | HV | Josimar Lima    | 2 tháng 8, 1989 (23 tuổi)   | 3    | 0   | Dordrecht            |
| 14 | HV | Gegé            | 24 tháng 2, 1988 (24 tuổi)  | 9    | 0   | Marítimo B           |
| 15 | TV | Marco Soares    | 6 tháng 6, 1984 (28 tuổi)   | 22   | 2   | Omonia               |
| 16 | TM | Rilly           | 25 tháng 1, 1992 (20 tuổi)  | 0    | 0   | Mindelense           |
| 17 | TV | Ronny           | 7 tháng 12, 1978 (34 tuổi)  | 20   | 1   | Fola Esch            |
| 18 | HV | Nivaldo         | 10 tháng 7, 1988 (24 tuổi)  | 5    | 0   | Académica de Coimbra |
| 19 | HV | Pecks           | 10 tháng 4, 1993 (19 tuổi)  | 1    | 0   | Gil Vicente          |
| 20 | TĐ | Ryan Mendes     | 8 tháng 1, 1990 (23 tuổi)   | 11   | 3   | Lille                |
| 21 | TĐ | Djaniny         | 21 tháng 3, 1991 (21 tuổi)  | 7    | 2   | Olhanense            |
| 22 | TĐ | David Silva     | 11 tháng 10, 1986 (26 tuổi) | 2    | 0   | Olhanense            |
| 23 | HV | Carlitos        | 23 tháng 4, 1985 (27 tuổi)  | 6    | 0   | AEL Limassol         |

### Angola
Huấn luyện viên:  Gustavo Ferrín
| 0#0 | Vị trí | Cầu thủ               | Ngày sinh và tuổi           | Câu lạc bộ              |
| --- | ------ | --------------------- | --------------------------- | ----------------------- |
| 1   | TM     | Lamá                  | 1 tháng 2, 1981 (31 tuổi)   | Petro Atlético          |
| 2   | HV     | Marco Airosa          | 6 tháng 8, 1984 (28 tuổi)   | AEL Limassol            |
| 3   | HV     | Lunguinha             | 16 tháng 1, 1986 (27 tuổi)  | Kabuscorp               |
| 4   | HV     | Dani Massunguna       | 1 tháng 5, 1986 (26 tuổi)   | 1º de Agosto            |
| 5   | HV     | Fabrício              | 20 tháng 9, 1988 (24 tuổi)  | InterClube              |
| 6   | TV     | Dédé                  | 4 tháng 7, 1981 (31 tuổi)   | AEL Limassol            |
| 7   | TĐ     | Djalma                | 30 tháng 5, 1987 (25 tuổi)  | Kasımpaşa               |
| 8   | TV     | Manucho Diniz         | 4 tháng 6, 1986 (26 tuổi)   | 1º de Agosto            |
| 9   | TĐ     | Manucho Gonçalves (c) | 7 tháng 3, 1983 (29 tuổi)   | Real Valladolid         |
| 10  | HV     | Zuela                 | 3 tháng 8, 1983 (29 tuổi)   | APOEL                   |
| 11  | TV     | Gilberto              | 21 tháng 9, 1982 (30 tuổi)  | AEL Limassol            |
| 12  | TM     | Landú                 | 4 tháng 1, 1990 (23 tuổi)   | C.R.D. Libolo           |
| 13  | HV     | Bastos                | 23 tháng 11, 1991 (21 tuổi) | Petro Atlético          |
| 14  | HV     | Amaro                 | 12 tháng 11, 1986 (26 tuổi) | 1º de Agosto            |
| 15  | HV     | Miguel                | 17 tháng 11, 1991 (21 tuổi) | Petro Atlético          |
| 16  | TV     | Pirolito              | 7 tháng 4, 1993 (19 tuổi)   | InterClube              |
| 17  | TĐ     | Mateus                | 18 tháng 1, 1984 (29 tuổi)  | Nacional                |
| 18  | TV     | Geraldo               | 23 tháng 11, 1991 (21 tuổi) | Paraná Clube            |
| 19  | TĐ     | Yano                  | 8 tháng 7, 1992 (20 tuổi)   | Progresso do Sambizanga |
| 20  | HV     | Mingo Bile            | 15 tháng 6, 1987 (25 tuổi)  | 1º de Agosto            |
| 21  | TV     | Manuel                | 30 tháng 12, 1989 (23 tuổi) | ASA                     |
| 22  | TM     | Neblú                 | 16 tháng 12, 1993 (19 tuổi) | 1º de Agosto            |
| 23  | TĐ     | Guilherme             | 15 tháng 11, 1985 (27 tuổi) | Vaduz                   |

### Maroc
Huấn luyện viên: Rachid Taoussi

| Số | VT | Cầu thủ                | Ngày sinh (tuổi)            | Trận | Bàn | Câu lạc bộ           |
| -- | -- | ---------------------- | --------------------------- | ---- | --- | -------------------- |
| 1  | TM | Nadir Lamyaghri (c)    | 13 tháng 2, 1976 (36 tuổi)  | 50   | 0   | Wydad Casablanca     |
| 2  | HV | Abderrahim Achchakir   | 15 tháng 12, 1986 (26 tuổi) | 0    | 0   | FAR Rabat            |
| 3  | HV | Zakaria Bergdich       | 7 tháng 1, 1989 (24 tuổi)   | 8    | 0   | Lens                 |
| 4  | HV | Ahmed Kantari          | 28 tháng 6, 1985 (27 tuổi)  | 8    | 0   | Brest                |
| 5  | HV | Mehdi Benatia          | 17 tháng 4, 1987 (25 tuổi)  | 25   | 1   | Udinese              |
| 6  | TV | Adil Hermach           | 27 tháng 6, 1986 (26 tuổi)  | 18   | 0   | Al Hilal             |
| 7  | TV | Abdelaziz Barrada      | 19 tháng 6, 1989 (23 tuổi)  | 8    | 1   | Getafe               |
| 8  | TV | Karim El Ahmadi        | 27 tháng 1, 1985 (27 tuổi)  | 17   | 1   | Aston Villa          |
| 9  | TĐ | Youssef El-Arabi       | 3 tháng 2, 1987 (25 tuổi)   | 15   | 3   | Granada              |
| 10 | TV | Younès Belhanda        | 25 tháng 2, 1990 (22 tuổi)  | 17   | 1   | Montpellier          |
| 11 | TĐ | Oussama Assaidi        | 15 tháng 8, 1988 (24 tuổi)  | 9    | 1   | Liverpool            |
| 12 | TM | Anas Zniti             | 28 tháng 10, 1988 (24 tuổi) | 0    | 0   | MAS Fez              |
| 13 | TĐ | Youssef Kaddioui       | 28 tháng 9, 1984 (28 tuổi)  | 0    | 0   | FAR Rabat            |
| 14 | TĐ | Mounir El Hamdaoui     | 14 tháng 7, 1984 (28 tuổi)  | 11   | 2   | Fiorentina           |
| 15 | HV | Abdelhamid El Kaoutari | 17 tháng 3, 1990 (22 tuổi)  | 4    | 0   | Montpellier          |
| 16 | HV | Abdelatif Noussir      | 20 tháng 2, 1990 (22 tuổi)  | 1    | 0   | MAS Fez              |
| 17 | HV | Issam El Adoua         | 12 tháng 9, 1986 (26 tuổi)  | 8    | 0   | Vitória de Guimarães |
| 18 | TV | Chahir Belghazouani    | 6 tháng 10, 1986 (26 tuổi)  | 1    | 0   | Ajaccio              |
| 19 | TV | Kamel Chafni           | 11 tháng 6, 1982 (30 tuổi)  | 4    | 0   | Brest                |
| 20 | TĐ | Abderrazak Hamdallah   | 17 tháng 12, 1990 (22 tuổi) | 2    | 0   | Olympique Safi       |
| 21 | TĐ | Nordin Amrabat         | 31 tháng 3, 1987 (25 tuổi)  | 11   | 2   | Galatasaray          |
| 22 | TM | Khalid Askri           | 20 tháng 3, 1981 (31 tuổi)  | 0    | 0   | Raja Casablanca      |
| 23 | TV | Abdelilah Hafidi       | 14 tháng 5, 1992 (20 tuổi)  | 0    | 0   | Raja Casablanca      |

## Bảng B

### Ghana
Huấn luyện viên: James Kwesi Appiah
| Số | VT | Cầu thủ                | Ngày sinh (tuổi)            | Trận | Bàn | Câu lạc bộ            |
| -- | -- | ---------------------- | --------------------------- | ---- | --- | --------------------- |
| 1  | TM | Daniel Agyei           | 10 tháng 11, 1989 (23 tuổi) | 5    | 0   | Liberty Professionals |
| 2  | HV | Richard Boateng        | 25 tháng 11, 1988 (24 tuổi) | 2    | 0   | Berekum Chelsea       |
| 3  | TĐ | Asamoah Gyan (c)       | 22 tháng 11, 1985 (27 tuổi) | 64   | 30  | Al-Ain                |
| 4  | TV | John Paintsil          | 15 tháng 6, 1981 (31 tuổi)  | 84   | 0   | Hapoel Tel Aviv       |
| 5  | HV | Mohamed Awal           | 1 tháng 5, 1988 (24 tuổi)   | 0    | 0   | Maritzburg United     |
| 6  | TV | Anthony Annan          | 21 tháng 7, 1986 (26 tuổi)  | 64   | 2   | Osasuna               |
| 7  | TĐ | Christian Atsu         | 10 tháng 1, 1992 (21 tuổi)  | 9    | 2   | Porto                 |
| 8  | TV | Emmanuel Agyemang-Badu | 2 tháng 12, 1990 (22 tuổi)  | 35   | 5   | Udinese               |
| 9  | TV | Derek Boateng          | 2 tháng 5, 1983 (29 tuổi)   | 42   | 1   | Dnipro Dnipropetrovsk |
| 10 | TV | Albert Adomah          | 13 tháng 12, 1987 (25 tuổi) | 5    | 1   | Bristol City          |
| 11 | TV | Mohammed Rabiu         | 31 tháng 12, 1989 (23 tuổi) | 4    | 0   | Evian                 |
| 12 | TM | Adam Larsen Kwarasey   | 12 tháng 12, 1987 (25 tuổi) | 18   | 0   | Strømsgodset          |
| 13 | HV | Jerry Akaminko         | 2 tháng 5, 1988 (24 tuổi)   | 4    | 1   | Eskişehirspor         |
| 14 | TV | Solomon Asante         | 15 tháng 9, 1990 (22 tuổi)  | 6    | 0   | Berekum Chelsea       |
| 15 | TV | Isaac Vorsah           | 21 tháng 6, 1988 (24 tuổi)  | 37   | 1   | Red Bull Salzburg     |
| 16 | TM | Abdul Fatawu Dauda     | 6 tháng 4, 1985 (27 tuổi)   | 5    | 0   | Ashanti Gold          |
| 17 | TĐ | Emmanuel Clottey       | 30 tháng 8, 1987 (25 tuổi)  | 6    | 0   | Espérance             |
| 18 | TĐ | Richmond Boakye        | 28 tháng 1, 1993 (19 tuổi)  | 5    | 2   | Sassuolo              |
| 19 | HV | Jonathan Mensah        | 13 tháng 7, 1990 (22 tuổi)  | 19   | 1   | Evian                 |
| 20 | TV | Kwadwo Asamoah         | 9 tháng 12, 1988 (24 tuổi)  | 47   | 1   | Juventus              |
| 21 | HV | John Boye              | 23 tháng 4, 1987 (25 tuổi)  | 17   | 1   | Rennes                |
| 22 | TĐ | Wakaso Mubarak         | 25 tháng 7, 1990 (22 tuổi)  | 3    | 2   | Espanyol              |
| 23 | HV | Harrison Afful         | 24 tháng 6, 1986 (26 tuổi)  | 26   | 0   | Espérance             |

### Mali
Huấn luyện viên:  Patrice Carteron
| Số | VT | Cầu thủ                 | Ngày sinh (tuổi)            | Trận | Bàn | Câu lạc bộ           |
| -- | -- | ----------------------- | --------------------------- | ---- | --- | -------------------- |
| 1  | TM | Mamadou Samassa         | 16 tháng 2, 1990 (22 tuổi)  | 1    | 0   | Guingamp             |
| 2  | HV | Fousseni Diawara        | 28 tháng 8, 1980 (32 tuổi)  | 37   | 0   | Ajaccio              |
| 3  | HV | Adama Tamboura          | 18 tháng 5, 1985 (27 tuổi)  | 60   | 0   | Randers              |
| 4  | HV | Adama Coulibaly         | 10 tháng 9, 1980 (32 tuổi)  | 61   | 1   | Auxerre              |
| 5  | HV | Idrissa Coulibaly       | 19 tháng 12, 1987 (25 tuổi) | 6    | 0   | Lekhwiya             |
| 6  | TV | Mohamed Sissoko         | 22 tháng 1, 1985 (27 tuổi)  | 28   | 2   | Paris Saint-Germain  |
| 7  | TĐ | Cheick Fantamady Diarra | 11 tháng 2, 1992 (20 tuổi)  | 5    | 0   | Rennes               |
| 8  | TV | Mohamed Kalilou Traoré  | 9 tháng 9, 1987 (25 tuổi)   | 13   | 1   | Sochaux              |
| 9  | TĐ | Cheick Diabaté          | 25 tháng 4, 1988 (24 tuổi)  | 23   | 11  | Bordeaux             |
| 10 | TĐ | Modibo Maïga            | 3 tháng 9, 1987 (25 tuổi)   | 36   | 7   | West Ham United      |
| 11 | TV | Sigamary Diarra         | 10 tháng 1, 1984 (29 tuổi)  | 10   | 0   | Ajaccio              |
| 12 | TV | Seydou Keita (c)        | 16 tháng 1, 1980 (33 tuổi)  | —    | —   | Dalian Aerbin        |
| 13 | HV | Molla Wague             | 21 tháng 2, 1991 (21 tuổi)  | 0    | 0   | Caen                 |
| 14 | TV | Sambou Yatabaré         | 2 tháng 3, 1989 (23 tuổi)   | 5    | 0   | Bastia               |
| 15 | TĐ | Mamadou Samassa         | 1 tháng 5, 1986 (26 tuổi)   | 7    | 1   | Chievo               |
| 16 | TM | Soumbeïla Diakité       | 25 tháng 8, 1984 (28 tuổi)  | 27   | 0   | Stade Malien         |
| 17 | TV | Mahamane Traoré         | 31 tháng 8, 1988 (24 tuổi)  | 23   | 2   | Metz                 |
| 18 | TV | Samba Sow               | 29 tháng 4, 1989 (23 tuổi)  | 19   | 0   | Lens                 |
| 19 | HV | Salif Coulibaly         | 12 tháng 6, 1993 (19 tuổi)  | 1    | 0   | Djoliba              |
| 20 | TV | Samba Diakité           | 24 tháng 1, 1989 (23 tuổi)  | 5    | 0   | Queens Park Rangers  |
| 21 | HV | Mahamadou N'Diaye       | 21 tháng 6, 1990 (22 tuổi)  | 7    | 2   | Vitória de Guimarães |
| 22 | TM | Aly Yirango             | 4 tháng 1, 1994 (19 tuổi)   | 0    | 0   | Djoliba              |
| 23 | HV | Ousmane Coulibaly       | 9 tháng 7, 1989 (23 tuổi)   | 7    | 0   | Brest                |

### Niger
Huấn luyện viên:  Gernot Rohr
| 0#0 | Vị trí | Cầu thủ                 | Ngày sinh và tuổi           | Câu lạc bộ          |
| --- | ------ | ----------------------- | --------------------------- | ------------------- |
| 1   | TM     | Moussa Alzouma          | 30 tháng 9, 1982 (30 tuổi)  | AS GNN              |
| 2   | TĐ     | Moussa Maâzou (c)       | 25 tháng 8, 1988 (24 tuổi)  | Étoile du Sahel     |
| 3   | TV     | Lassina Abdoul Karim    | 20 tháng 5, 1987            | Coton Sport         |
| 4   | HV     | Kader Amadou            | 5 tháng 4, 1989 (23 tuổi)   | Olympic Niamey      |
| 5   | HV     | Luky James              | 23 tháng 7, 1992 (20 tuổi)  | AS Douane           |
| 6   | TV     | Idrissa Laouali         | 11 tháng 9, 1979 (33 tuổi)  | ASFAN               |
| 7   | TĐ     | Modibo Sidibé           | 5 tháng 12, 1985 (27 tuổi)  | Unattached          |
| 8   | TV     | Kourouma Fatoukouma     | 11 tháng 7, 1984 (28 tuổi)  | CR Al Hoceima       |
| 9   | TĐ     | Kamilou Daouda          | 29 tháng 12, 1987 (25 tuổi) | JS Saoura           |
| 10  | TV     | Boubacar Talatou        | 12 tháng 3, 1987 (25 tuổi)  | AS GNN              |
| 11  | TĐ     | Alhassane Issoufou      | 1 tháng 1, 1981 (32 tuổi)   | Widad Fez           |
| 12  | TV     | Souleymane Dela Sacko   | 1 tháng 8, 1987 (25 tuổi)   | Mangasport          |
| 13  | HV     | Mohamed Chikoto         | 28 tháng 2, 1989            | AS Marsa            |
| 14  | TV     | Issoufou Boubacar Garba | 2 tháng 2, 1990 (22 tuổi)   | CS Hammam-Lif       |
| 15  | HV     | Ismaël Alassane         | 3 tháng 4, 1984 (28 tuổi)   | Al Sahel            |
| 16  | TM     | Kassaly Daouda          | 19 tháng 8, 1983 (29 tuổi)  | Chippa United       |
| 17  | TV     | William N'Gounou        | 31 tháng 7, 1983 (29 tuổi)  | IF Limhamn Bunkeflo |
| 18  | TĐ     | Koffi Dan Kowa          | 19 tháng 9, 1989 (23 tuổi)  | Espérance           |
| 19  | TV     | Issiaka Koudize         | 3 tháng 1, 1987 (26 tuổi)   | AS GNN              |
| 20  | TĐ     | Amadou Moutari          | 19 tháng 1, 1994 (19 tuổi)  | Le Mans B           |
| 21  | HV     | Mohamed Bachar          | 6 tháng 11, 1992 (20 tuổi)  | AS Douane           |
| 22  | TM     | Saminou Rabo            | 23 tháng 8, 1981 (31 tuổi)  | Sahel               |
| 23  | HV     | Mohamed Soumaïla        | 30 tháng 10, 1994 (18 tuổi) | Olympic Niamey      |

### CHDC Congo
Huấn luyện viên:  Claude Le Roy 
| 0#0 | Vị trí | Cầu thủ                 | Ngày sinh và tuổi           | Câu lạc bộ           |
| --- | ------ | ----------------------- | --------------------------- | -------------------- |
| 1   | TM     | Muteba Kidiaba          | 1 tháng 2, 1976 (36 tuổi)   | TP Mazembe           |
| 2   | HV     | Mpeko Issama            | 3 tháng 3, 1986 (26 tuổi)   | Vita Club            |
| 3   | HV     | Kilitcho Kasusula       | 5 tháng 8, 1986 (26 tuổi)   | TP Mazembe           |
| 4   | TV     | Mulota Kabangu          | 31 tháng 12, 1985 (27 tuổi) | TP Mazembe           |
| 5   | HV     | Larrys Mabiala          | 8 tháng 10, 1987 (25 tuổi)  | Karabükspor          |
| 6   | TV     | Budge Manzia            | 24 tháng 9, 1994 (18 tuổi)  | Sharks XI            |
| 7   | TV     | Youssouf Mulumbu        | 25 tháng 1, 1987 (25 tuổi)  | West Bromwich Albion |
| 8   | TĐ     | Trésor Mputu (c)        | 10 tháng 12, 1985 (27 tuổi) | TP Mazembe           |
| 9   | TĐ     | Dieumerci Mbokani       | 22 tháng 11, 1985 (27 tuổi) | Anderlecht           |
| 10  | TV     | Zola Matumona           | 26 tháng 11, 1981 (31 tuổi) | Mons                 |
| 11  | TĐ     | Déo Kanda               | 11 tháng 8, 1989 (23 tuổi)  | TP Mazembe           |
| 12  | TV     | Yves Diba Ilunga        | 12 tháng 8, 1987 (25 tuổi)  | Al-Raed              |
| 13  | TĐ     | Dioko Kaluyituka        | 2 tháng 1, 1987 (26 tuổi)   | Al Kharaitiyat       |
| 14  | HV     | Landry Mulemo           | 17 tháng 9, 1986 (26 tuổi)  | Kortrijk             |
| 15  | TĐ     | Lomana LuaLua           | 28 tháng 12, 1980 (32 tuổi) | Karabükspor          |
| 16  | TM     | Parfait Mandanda        | 10 tháng 10, 1989 (23 tuổi) | Charleroi            |
| 17  | HV     | Cédric Mongongu         | 22 tháng 6, 1989 (23 tuổi)  | Evian                |
| 18  | TV     | Cédric Makiadi          | 23 tháng 2, 1984 (28 tuổi)  | SC Freiburg          |
| 19  | HV     | Chancel Mbemba          | 8 tháng 8, 1994 (18 tuổi)   | Anderlecht           |
| 20  | TĐ     | Héritier Luvumbu Nzinga | 23 tháng 12, 1987 (25 tuổi) | Rojolu Lukaku        |
| 21  | HV     | Gabriel Zakuani         | 31 tháng 5, 1986 (26 tuổi)  | Peterborough United  |
| 22  | TV     | Makuntima Kisombe       | 10 tháng 10, 1992 (20 tuổi) | DC Motema Pembe      |
| 23  | TM     | Cédrick Bakala Landu    | 3 tháng 3, 1992 (20 tuổi)   | MK Etanchéité        |

## Bảng C

### Zambia
Huấn luyện viên:  Hervé Renard
| 0#0 | Vị trí | Cầu thủ                 | Ngày sinh và tuổi           | Câu lạc bộ             |
| --- | ------ | ----------------------- | --------------------------- | ---------------------- |
| 1   | TM     | Joshua Titima           | 20 tháng 10, 1992 (20 tuổi) | Power Dynamos          |
| 2   | HV     | Francis Kasonde         | 1 tháng 9, 1986 (26 tuổi)   | Mazembe                |
| 3   | TV     | Chisamba Lungu          | 31 tháng 1, 1991 (21 tuổi)  | Ural Sverdlovsk Oblast |
| 4   | HV     | Joseph Musonda          | 30 tháng 5, 1977 (35 tuổi)  | Golden Arrows          |
| 5   | HV     | Hijani Himoonde         | 15 tháng 6, 1985 (27 tuổi)  | Mazembe                |
| 6   | HV     | Davies Nkausu           | 1 tháng 1, 1986 (27 tuổi)   | SuperSport United      |
| 7   | TĐ     | Jacob Mulenga           | 12 tháng 2, 1984 (28 tuổi)  | Utrecht                |
| 8   | TV     | Isaac Chansa            | 23 tháng 3, 1984 (28 tuổi)  | Henan Jianye           |
| 9   | TĐ     | Collins Mbesuma         | 3 tháng 2, 1984 (28 tuổi)   | Orlando Pirates        |
| 10  | TV     | Felix Katongo           | 18 tháng 4, 1984 (28 tuổi)  | Petro Atletico         |
| 11  | TĐ     | Christopher Katongo (c) | 31 tháng 8, 1982 (30 tuổi)  | Henan Jianye           |
| 12  | TĐ     | James Chamanga          | 2 tháng 2, 1980 (32 tuổi)   | Liaoning Whowin        |
| 13  | HV     | Stophira Sunzu          | 22 tháng 6, 1989 (23 tuổi)  | Mazembe                |
| 14  | TV     | Noah Chivuta            | 25 tháng 12, 1983 (29 tuổi) | Free State Stars       |
| 15  | TV     | William Njovu           | 4 tháng 3, 1987 (25 tuổi)   | Hapoel Be'er Sheva     |
| 16  | TM     | Kennedy Mweene          | 12 tháng 11, 1984 (28 tuổi) | Free State Stars       |
| 17  | TV     | Rainford Kalaba         | 14 tháng 8, 1986 (26 tuổi)  | Mazembe                |
| 18  | HV     | Emmanuel Mbola          | 10 tháng 5, 1993 (19 tuổi)  | Porto                  |
| 19  | HV     | Nathan Sinkala          | 23 tháng 4, 1991 (21 tuổi)  | Mazembe                |
| 20  | TĐ     | Emmanuel Mayuka         | 21 tháng 11, 1990 (22 tuổi) | Southampton            |
| 21  | TV     | Jonas Sakuwaha          | 22 tháng 7, 1983 (29 tuổi)  | Al-Merreikh            |
| 22  | TM     | Danny Munyao            | 21 tháng 1, 1987 (25 tuổi)  | Red Arrows             |
| 23  | TV     | Mukuka Mulenga          | 7 tháng 6, 1993 (19 tuổi)   | Power Dynamos          |

### Nigeria
Huấn luyện viên: Stephen Keshi
| Số | VT | Cầu thủ            | Ngày sinh (tuổi)            | Trận | Bàn | Câu lạc bộ                  |
| -- | -- | ------------------ | --------------------------- | ---- | --- | --------------------------- |
| 1  | TM | Vincent Enyeama    | 29 tháng 8, 1982 (34 tuổi)  | 70   | 1   | Maccabi Tel Aviv            |
| 2  | HV | Joseph Yobo (c)    | 6 tháng 9, 1980 (36 tuổi)   | 88   | 7   | Fenerbahçe                  |
| 3  | HV | Elderson Echiéjilé | 20 tháng 1, 1988 (28 tuổi)  | 19   | 0   | Braga                       |
| 4  | TV | Nwankwo Obiorah    | 18 tháng 6, 1989 (27 tuổi)  | 6    | 0   | Gubbio                      |
| 5  | HV | Efe Ambrose        | 18 tháng 10, 1988 (28 tuổi) | 16   | 1   | Celtic                      |
| 6  | HV | Azubuike Egwuekwe  | 28 tháng 11, 1988 (28 tuổi) | 12   | 0   | Warri Wolves                |
| 7  | TĐ | Ahmed Musa         | 14 tháng 10, 1992 (24 tuổi) | 19   | 3   | CSKA Moscow                 |
| 8  | TĐ | Brown Ideye        | 10 tháng 10, 1988 (28 tuổi) | 5    | 1   | Olympiakos                  |
| 9  | TĐ | Emmanuel Emenike   | 10 tháng 5, 1987 (29 tuổi)  | 8    | 1   | Spartak Moscow              |
| 10 | TV | John Obi Mikel     | 22 tháng 4, 1987 (29 tuổi)  | 38   | 3   | Chelsea                     |
| 11 | TĐ | Victor Moses       | 12 tháng 12, 1990 (26 tuổi) | 6    | 2   | Chelsea                     |
| 12 | TV | Reuben Gabriel     | 25 tháng 9, 1990 (26 tuổi)  | 10   | 1   | Kano Pillars                |
| 13 | TV | Fegor Ogude        | 29 tháng 7, 1987 (29 tuổi)  | 7    | 0   | Vålerenga                   |
| 14 | HV | Godfrey Oboabona   | 16 tháng 8, 1990 (26 tuổi)  | 11   | 0   | Sunshine Stars              |
| 15 | TĐ | Ikechukwu Uche     | 5 tháng 1, 1984 (33 tuổi)   | 40   | 18  | Villarreal                  |
| 16 | TM | Austin Ejide       | 8 tháng 4, 1984 (32 tuổi)   | 23   | 0   | Hapoel Be'er Sheva          |
| 17 | TV | Ogenyi Onazi       | 25 tháng 12, 1992 (24 tuổi) | 2    | 1   | Lazio                       |
| 18 | TV | Ejike Uzoenyi      | 23 tháng 3, 1988 (28 tuổi)  | 11   | 0   | Enugu Rangers               |
| 19 | TV | Sunday Mba         | 28 tháng 11, 1988 (28 tuổi) | 6    | 3   | Enugu Rangers               |
| 20 | TV | Nosa Igiebor       | 9 tháng 11, 1990 (26 tuổi)  | 5    | 2   | Real Betis                  |
| 21 | HV | Juwon Oshaniwa     | 14 tháng 9, 1990 (26 tuổi)  | 8    | 0   | Ashdod                      |
| 22 | HV | Kenneth Omeruo     | 17 tháng 10, 1993 (23 tuổi) | 0    | 0   | ADO Den Haag                |
| 23 | TM | Chigozie Agbim     | 28 tháng 11, 1984 (32 tuổi) | 5    | 0   | Câu lạc bộ bóng đá Tây Ninh |

### Burkina Faso
Huấn luyện viên:  Paul Put 
| 0#0 | Vị trí | Cầu thủ               | Ngày sinh và tuổi           | Câu lạc bộ          |
| --- | ------ | --------------------- | --------------------------- | ------------------- |
| 1   | TM     | Daouda Diakité        | 30 tháng 3, 1983 (29 tuổi)  | Lierse              |
| 2   | TĐ     | Hugues-Wilfried Dah   | 10 tháng 7, 1986 (26 tuổi)  | Al-Dhaid Club       |
| 3   | HV     | Henri Traoré          | 13 tháng 4, 1983 (29 tuổi)  | Ashanti Gold        |
| 4   | HV     | Bakary Koné           | 27 tháng 4, 1988 (24 tuổi)  | Lyon                |
| 5   | TV     | Mohamed Koffi         | 30 tháng 12, 1986 (26 tuổi) | PetroJet            |
| 6   | TV     | Djakaridja Koné       | 22 tháng 7, 1986 (26 tuổi)  | Evian               |
| 7   | HV     | Florent Rouamba       | 31 tháng 12, 1986 (26 tuổi) | Sheriff Tiraspol    |
| 8   | HV     | Paul Koulibaly        | 24 tháng 3, 1986 (26 tuổi)  | Dinamo București    |
| 9   | TĐ     | Moumouni Dagano (c)   | 3 tháng 1, 1981 (32 tuổi)   | Al-Sailiya          |
| 10  | TĐ     | Alain Traoré          | 31 tháng 12, 1988 (24 tuổi) | Lorient             |
| 11  | TV     | Jonathan Pitroipa     | 12 tháng 4, 1986 (26 tuổi)  | Rennes              |
| 12  | HV     | Saïdou Panandétiguiri | 22 tháng 3, 1984 (28 tuổi)  | Royal Antwerp       |
| 13  | TV     | Issouf Ouattara       | 7 tháng 10, 1988 (24 tuổi)  | Chernomorets Burgas |
| 14  | HV     | Benjamin Balima       | 20 tháng 3, 1985 (27 tuổi)  | Sheriff Tiraspol    |
| 15  | TĐ     | Aristide Bancé        | 19 tháng 9, 1984 (28 tuổi)  | FC Augsburg         |
| 16  | TM     | Abdoulaye Soulama     | 29 tháng 11, 1979 (33 tuổi) | Asante Kotoko       |
| 17  | TV     | Ali Rabo              | 6 tháng 6, 1986 (26 tuổi)   | El-Shorta           |
| 18  | TV     | Charles Kaboré        | 9 tháng 2, 1988 (24 tuổi)   | Marseille           |
| 19  | TĐ     | Pan Pierre Koulibaly  | 24 tháng 3, 1986 (26 tuổi)  | Al-Dhaid Club       |
| 20  | TĐ     | Wilfried Sanou        | 16 tháng 3, 1984 (28 tuổi)  | Kyoto Sanga         |
| 21  | TV     | Abdou Razack Traoré   | 28 tháng 12, 1988 (24 tuổi) | Gaziantepspor       |
| 22  | TĐ     | Prejuce Nakoulma      | 21 tháng 4, 1987 (25 tuổi)  | Górnik Zabrze       |
| 23  | TM     | Germain Sanou         | 26 tháng 5, 1992 (20 tuổi)  | Saint-Étienne II    |

### Ethiopia
Huấn luyện viên: Sewnet Bishaw
| 0#0 | Vị trí | Cầu thủ           | Ngày sinh và tuổi           | Câu lạc bộ       |
| --- | ------ | ----------------- | --------------------------- | ---------------- |
| 1   | TM     | Sisay Bancha      | 25 tháng 6, 1985 (27 tuổi)  | Ethiopian Coffee |
| 2   | HV     | Degu Debebe (c)   | 19 tháng 3, 1984 (28 tuổi)  | Saint George     |
| 3   | TV     | Yared Zinabu      | 22 tháng 6, 1989 (23 tuổi)  | Saint George     |
| 4   | HV     | Abebaw Butako     | 20 tháng 4, 1987 (25 tuổi)  | Saint George     |
| 5   | HV     | Aynalem Hailu     | 12 tháng 10, 1986 (26 tuổi) | Dedebit          |
| 6   | HV     | Alula Girma       | 15 tháng 7, 1993 (19 tuổi)  | Saint George     |
| 7   | TĐ     | Saladin Said      | 29 tháng 10, 1988 (24 tuổi) | Wadi Degla       |
| 8   | TV     | Asrat Megersa     | 20 tháng 6, 1987 (25 tuổi)  | EEPCO            |
| 9   | TĐ     | Getaneh Kebede    | 2 tháng 4, 1992 (20 tuổi)   | Dedebit          |
| 10  | HV     | Birhanu Bogale    | 27 tháng 2, 1986 (26 tuổi)  | Dedebit          |
| 11  | TĐ     | Oumed Oukri       | 5 tháng 12, 1990 (22 tuổi)  | Defence          |
| 12  | HV     | Biyadiglign Elyas | 24 tháng 5, 1988 (24 tuổi)  | Saint George     |
| 13  | TĐ     | Fuad Ibrahim      | 15 tháng 8, 1991 (21 tuổi)  | Minnesota Stars  |
| 14  | TV     | Minyahil Teshome  | 14 tháng 11, 1985 (27 tuổi) | Dedebit          |
| 15  | TĐ     | Dawit Estifanos   | 27 tháng 2, 1988 (24 tuổi)  | Ethiopian Coffee |
| 16  | TV     | Yussuf Saleh      | 22 tháng 3, 1984 (28 tuổi)  | Syrianska        |
| 17  | HV     | Seyoum Tesfaye    | 19 tháng 12, 1989 (23 tuổi) | Dedebit          |
| 18  | TV     | Shimelis Bekele   | 17 tháng 10, 1990 (22 tuổi) | Saint George     |
| 19  | TĐ     | Adane Girma       | 25 tháng 6, 1985 (27 tuổi)  | Saint George     |
| 20  | TV     | Behailu Assefa    | 30 tháng 12, 1989 (23 tuổi) | Dedebit          |
| 21  | TV     | Addis Hintsa      | 30 tháng 6, 1987 (25 tuổi)  | Dedebit          |
| 22  | TM     | Jemal Tassew      | 27 tháng 4, 1989 (23 tuổi)  | Dedebit          |
| 23  | TM     | Zerihun Tadele    | 31 tháng 10, 1989 (23 tuổi) | Defence          |

## Bảng D

### Bờ Biển Ngà
Huấn luyện viên:  Sabri Lamouchi
| Số | VT | Cầu thủ           | Ngày sinh (tuổi)            | Trận | Bàn | Câu lạc bộ               |
| -- | -- | ----------------- | --------------------------- | ---- | --- | ------------------------ |
| 1  | TM | Boubacar Barry    | 30 tháng 12, 1979 (33 tuổi) | 68   | 0   | Lokeren                  |
| 2  | TĐ | Arouna Koné       | 11 tháng 11, 1983 (29 tuổi) | 37   | 9   | Wigan Athletic           |
| 3  | HV | Arthur Boka       | 2 tháng 4, 1983 (29 tuổi)   | 71   | 1   | VfB Stuttgart            |
| 4  | HV | Kolo Touré        | 19 tháng 3, 1981 (31 tuổi)  | 103  | 6   | Manchester City          |
| 5  | TV | Didier Zokora     | 14 tháng 12, 1980 (32 tuổi) | 106  | 1   | Trabzonspor              |
| 6  | TV | Romaric           | 4 tháng 6, 1983 (29 tuổi)   | 39   | 5   | Real Zaragoza            |
| 7  | TV | Abdul Razak       | 11 tháng 11, 1992 (20 tuổi) | 3    | 0   | Manchester City          |
| 8  | TĐ | Salomon Kalou     | 5 tháng 8, 1985 (27 tuổi)   | 52   | 20  | Lille                    |
| 9  | TV | Cheick Tioté      | 21 tháng 6, 1986 (26 tuổi)  | 34   | 0   | Newcastle United         |
| 10 | TĐ | Gervinho          | 27 tháng 5, 1987 (25 tuổi)  | 43   | 11  | Arsenal                  |
| 11 | TĐ | Didier Drogba (c) | 11 tháng 3, 1978 (34 tuổi)  | 90   | 59  | Galatasaray              |
| 12 | TĐ | Wilfried Bony     | 10 tháng 12, 1988 (24 tuổi) | 15   | 4   | Vitesse                  |
| 13 | TV | Didier Ya Konan   | 25 tháng 2, 1984 (28 tuổi)  | 19   | 7   | Hannover 96              |
| 14 | HV | Ismaël Traoré     | 18 tháng 8, 1986 (26 tuổi)  | 1    | 0   | Brest                    |
| 15 | TĐ | Max Gradel        | 30 tháng 11, 1987 (25 tuổi) | 19   | 2   | Saint-Étienne            |
| 16 | TM | Daniel Yeboah     | 13 tháng 11, 1984 (28 tuổi) | 12   | 0   | Dijon                    |
| 17 | TV | Siaka Tiéné       | 22 tháng 2, 1982 (30 tuổi)  | 82   | 2   | Paris Saint-Germain      |
| 18 | TĐ | Lacina Traoré     | 20 tháng 5, 1990 (22 tuổi)  | 2    | 2   | Anzhi Makhachkala        |
| 19 | TV | Yaya Touré        | 13 tháng 5, 1983 (29 tuổi)  | 72   | 10  | Manchester City          |
| 20 | HV | Igor Lolo         | 22 tháng 7, 1982 (30 tuổi)  | 20   | 0   | Kuban Krasnodar          |
| 21 | HV | Emmanuel Eboué    | 4 tháng 6, 1983 (29 tuổi)   | 74   | 3   | Galatasaray              |
| 22 | HV | Sol Bamba         | 13 tháng 1, 1985 (28 tuổi)  | 33   | 2   | Trabzonspor              |
| 23 | TM | Badra Ali Sangaré | 30 tháng 5, 1986 (26 tuổi)  | 1    | 0   | Séwé Sports de San Pedro |

### Tunisia
Huấn luyện viên: Sami Trabelsi
| Số | VT | Cầu thủ                 | Ngày sinh (tuổi)            | Trận | Bàn | Câu lạc bộ         |
| -- | -- | ----------------------- | --------------------------- | ---- | --- | ------------------ |
| 1  | TM | Farouk Ben Mustapha     | 1 tháng 7, 1989 (23 tuổi)   | 2    | 0   | Bizertin           |
| 2  | HV | Bilel Ifa               | 9 tháng 3, 1990 (22 tuổi)   | 20   | 0   | Club Africain      |
| 3  | HV | Walid Hichri            | 5 tháng 3, 1986 (26 tuổi)   | 12   | 1   | Espérance          |
| 4  | TV | Hatten Baratli          | 9 tháng 1, 1991 (22 tuổi)   | 4    | 0   | Club Africain      |
| 5  | TV | Chamseddine Dhaouadi    | 15 tháng 1, 1987 (26 tuổi)  | 4    | 0   | Étoile du Sahel    |
| 6  | HV | Fateh Gharbi            | 12 tháng 3, 1983 (29 tuổi)  | 9    | 1   | Sfaxien            |
| 7  | TV | Youssef Msakni          | 28 tháng 10, 1990 (22 tuổi) | 18   | 3   | Lekhwiya           |
| 8  | HV | Chadi Hammami           | 14 tháng 6, 1986 (26 tuổi)  | 23   | 1   | Kuwait SC          |
| 9  | TĐ | Hamdi Harbaoui          | 5 tháng 1, 1985 (28 tuổi)   | 9    | 4   | Lokeren            |
| 10 | TV | Oussama Darragi         | 3 tháng 4, 1987 (25 tuổi)   | 37   | 7   | Sion               |
| 11 | TĐ | Fakhreddine Ben Youssef | 21 tháng 6, 1991 (21 tuổi)  | 4    | 1   | Sfaxien            |
| 12 | HV | Khalil Chemmam (c)      | 24 tháng 7, 1987 (25 tuổi)  | 19   | 0   | Espérance          |
| 13 | TV | Wissem Ben Yahia        | 9 tháng 9, 1984 (28 tuổi)   | 32   | 3   | Mersin İdmanyurdu  |
| 14 | TV | Mejdi Traoui            | 13 tháng 12, 1983 (29 tuổi) | 35   | 1   | Espérance          |
| 15 | TĐ | Zouheir Dhaouadi        | 1 tháng 1, 1988 (25 tuổi)   | 29   | 3   | Evian              |
| 16 | TM | Aymen Mathlouthi        | 14 tháng 9, 1984 (28 tuổi)  | 41   | 0   | Étoile du Sahel    |
| 17 | TĐ | Issam Jemâa             | 28 tháng 1, 1984 (28 tuổi)  | 71   | 34  | Kuwait SC          |
| 18 | HV | Anis Boussaïdi          | 10 tháng 4, 1981 (31 tuổi)  | 31   | 0   | Tavriya Simferopol |
| 19 | TĐ | Saber Khelifa           | 14 tháng 10, 1986 (26 tuổi) | 18   | 5   | Evian              |
| 20 | HV | Aymen Abdennour         | 6 tháng 8, 1989 (23 tuổi)   | 23   | 1   | Toulouse           |
| 21 | TV | Khaled Mouelhi          | 13 tháng 2, 1981 (31 tuổi)  | 9    | 0   | Espérance          |
| 22 | TM | Moez Ben Cherifia       | 24 tháng 6, 1991 (21 tuổi)  | 3    | 0   | Espérance          |
| 23 | TV | Wahbi Khazri            | 8 tháng 2, 1991 (21 tuổi)   | 3    | 0   | Bastia             |

### Algérie
Huấn luyện viên:  Vahid Halilhodžić
A 40-man Một đội hình sơ loại người được công bố vào ngày 10 tháng 12 năm 2012. A 24-man list was announced on 18 tháng 12 năm 2012, with Ishak Belfodil, Mokhtar Benmoussa, Antar Boucherit, Madjid Bougherra, Hamza Boulemdaïs, Ismaël Bouzid, Farouk Chafaï, Abdelmoumene Djabou, Moustapha Djallit, Rafik Djebbour, Ahmed Gasmi, Abderahmane Hachoud, Féthi Harek, Hamza Koudri và Mohamed Zemmamouche bị loại khỏi đội tuyển. On 22 tháng 12 năm 2012, Djamel Abdoun dropped out of the squad after an injury, thus leaving the team with a final 23-man squad.

| Số | VT | Cầu thủ                    | Ngày sinh (tuổi)            | Trận | Bàn | Câu lạc bộ           |
| -- | -- | -------------------------- | --------------------------- | ---- | --- | -------------------- |
| 1  | TM | Azzedine Doukha            | 5 tháng 8, 1986 (26 tuổi)   | 2    | 0   | USM El Harrach       |
| 2  | TV | Mehdi Mostefa              | 30 tháng 8, 1983 (29 tuổi)  | 10   | 0   | Ajaccio              |
| 3  | HV | Liassine Cadamuro-Bentaïba | 5 tháng 3, 1988 (24 tuổi)   | 4    | 0   | Real Sociedad        |
| 4  | HV | Essaïd Belkalem            | 1 tháng 1, 1989 (24 tuổi)   | 4    | 0   | JS Kabylie           |
| 5  | HV | Rafik Halliche             | 2 tháng 9, 1986 (26 tuổi)   | 22   | 1   | Académica de Coimbra |
| 6  | HV | Djamel Mesbah              | 9 tháng 10, 1984 (28 tuổi)  | 16   | 0   | Milan                |
| 7  | TV | Ryad Boudebouz             | 19 tháng 2, 1990 (22 tuổi)  | 15   | 1   | Sochaux              |
| 8  | TV | Medhi Lacen (c)            | 15 tháng 5, 1984 (28 tuổi)  | 19   | 0   | Getafe               |
| 9  | TĐ | Islam Slimani              | 18 tháng 6, 1988 (24 tuổi)  | 7    | 5   | CR Belouizdad        |
| 10 | TV | Sofiane Feghouli           | 26 tháng 12, 1989 (23 tuổi) | 9    | 2   | Valencia             |
| 11 | TĐ | Hameur Bouazza             | 22 tháng 2, 1985 (27 tuổi)  | 21   | 3   | Racing Santander     |
| 12 | HV | Carl Medjani               | 15 tháng 5, 1985 (27 tuổi)  | 15   | 0   | Ajaccio              |
| 13 | TĐ | Mohamed Amine Aoudia       | 6 tháng 6, 1987 (25 tuổi)   | 5    | 0   | ES Sétif             |
| 14 | TV | Foued Kadir                | 5 tháng 12, 1983 (29 tuổi)  | 16   | 2   | Marseille            |
| 15 | TĐ | El Arbi Hillel Soudani     | 25 tháng 11, 1987 (25 tuổi) | 9    | 6   | Vitória de Guimarães |
| 16 | TM | Cédric Si Mohamed          | 9 tháng 1, 1985 (28 tuổi)   | 1    | 0   | JSM Béjaïa           |
| 17 | TV | Adlène Guedioura           | 12 tháng 11, 1985 (27 tuổi) | 18   | 1   | Nottingham Forest    |
| 18 | TV | Khaled Lemmouchia          | 6 tháng 12, 1981 (31 tuổi)  | 25   | 0   | Club Africain        |
| 19 | TV | Yacine Bezzaz              | 10 tháng 8, 1981 (31 tuổi)  | 22   | 3   | CS Constantine       |
| 20 | TV | Saad Tedjar                | 14 tháng 1, 1986 (27 tuổi)  | 6    | 0   | USM Alger            |
| 21 | HV | Faouzi Ghoulam             | 1 tháng 2, 1991 (21 tuổi)   | 0    | 0   | Saint-Étienne        |
| 22 | HV | Ali Rial                   | 26 tháng 3, 1980 (32 tuổi)  | 0    | 0   | JS Kabylie           |
| 23 | TM | Raïs M'Bolhi               | 25 tháng 4, 1986 (26 tuổi)  | 18   | 0   | Gazélec Ajaccio      |

### Togo
Huấn luyện viên:  Didier Six
| 0#0 | Vị trí | Cầu thủ               | Ngày sinh và tuổi           | Câu lạc bộ         |
| --- | ------ | --------------------- | --------------------------- | ------------------ |
| 1   | TM     | Mawugbé Atsou         | 20 tháng 8, 1986 (26 tuổi)  | Maranatha          |
| 2   | HV     | Daré Nibombé          | 16 tháng 6, 1980 (32 tuổi)  | Boussu Dour        |
| 3   | TV     | Dové Wome             | 8 tháng 6, 1991 (21 tuổi)   | Free State Stars   |
| 4   | TĐ     | Emmanuel Adebayor (c) | 26 tháng 2, 1984 (28 tuổi)  | Tottenham Hotspur  |
| 5   | HV     | Serge Akakpo          | 15 tháng 10, 1987 (25 tuổi) | Žilina             |
| 6   | HV     | Abdoul-Gafar Mamah    | 24 tháng 8, 1985 (27 tuổi)  | Dacia Chişinău     |
| 7   | TV     | Moustapha Salifou     | 1 tháng 6, 1983 (29 tuổi)   | Unattached         |
| 8   | TĐ     | Komlan Amewou         | 15 tháng 12, 1983 (29 tuổi) | Nîmes              |
| 9   | TV     | Vincent Bossou        | 7 tháng 2, 1986 (26 tuổi)   | Becamex Binh Duong |
| 10  | TV     | Floyd Ayité           | 12 tháng 3, 1988 (24 tuổi)  | Reims              |
| 11  | TĐ     | Jonathan Ayité        | 7 tháng 9, 1985 (27 tuổi)   | Brest              |
| 12  | TV     | Sapol Mani            | 5 tháng 6, 1991 (21 tuổi)   | CA Batna           |
| 13  | HV     | Sadat Ouro-Akoriko    | 1 tháng 2, 1988 (24 tuổi)   | Free State Stars   |
| 14  | TV     | Prince Segbefia       | 11 tháng 3, 1991 (21 tuổi)  | Auxerre            |
| 15  | TV     | Alaixys Romao         | 18 tháng 1, 1984 (29 tuổi)  | Lorient            |
| 16  | TM     | Kossi Agassa          | 2 tháng 7, 1978 (34 tuổi)   | Reims              |
| 17  | TĐ     | Serge Gakpé           | 7 tháng 5, 1987 (25 tuổi)   | Nantes             |
| 18  | TĐ     | Mèmè Placca Fessou    | 1 tháng 12, 1994 (18 tuổi)  | OC Agaza           |
| 19  | HV     | Kodjo Amétépé         | 3 tháng 10, 1990 (22 tuổi)  | Maranatha          |
| 20  | TV     | Donou Kokou           | 24 tháng 4, 1991 (21 tuổi)  | Maranatha          |
| 21  | HV     | Dakonam Djene         | 31 tháng 12, 1991 (21 tuổi) | Coton Sport        |
| 22  | TĐ     | Kalen Damessi         | 28 tháng 3, 1990 (22 tuổi)  | Lille              |
| 23  | TM     | Baba Tchagouni        | 31 tháng 12, 1990 (22 tuổi) | Dijon              |